# Doclea rissoni
Doclea rissoni, hay cua nhện, là một loài cua thuộc họ Epialtidae. Chúng được Leach công bố mô tả lần đầu tiên vào năm 1815.